# Studor v Bohinju
Studor v Bohinju je naselje u slovenskoj Općini Bohinju. Studor v Bohinju se nalazi u pokrajini Gorenjskoj i statističkoj regiji Gorenjskoj. 

## Stanovništvo
Prema popisu stanovništva iz 2002. godine naselje je imalo 109 stanovnika.